# Erich Srbek
Erich Srbek (ur. 4 czerwca 1908 w Pradze, zm. 24 lutego 1973) – czechosłowacki piłkarz i trener, reprezentant kraju, grający na pozycji pomocnika.

## Kariera klubowa
Srbek swoją przygodę z piłką rozpoczął w 1928 w zespole DFC Prag. Pomocnik większość swojej kariery spędził w Sparcie Praga. Ze Spartą Srbek zdobył mistrzostwo Czechosłowacji w sezonach 1931/1932 i 1935/1936 oraz sięgnął po Puchar Mitropa w 1935.
W 1937 przeniósł się do Viktorii Žižkov, w której zakończył karierę w 1939.

## Kariera reprezentacyjna
Karierę reprezentacyjną Srbek rozpoczął 26 października 1930 w meczu przeciwko Węgrom, zremisowanym 1:1. W 1934 został powołany przez trenera Karela Petrů na Mistrzostwa Świata. Czechosłowacja podczas turnieju została wicemistrzem świata, przegrywając finałowy mecz z Włochami. 
Srbek podczas Mundialu nie zagrał w żadnym spotkaniu. Po raz ostatni w reprezentacji zagrał 26 kwietnia 1936 w wygranym 1:0 spotkaniu z Hiszpanią. Łącznie Srbek w latach 1930–1936 zagrał w 14 spotkaniach reprezentacji Czechosłowacji.
| Mecze i gole w reprezentacji | Mecze i gole w reprezentacji | Mecze i gole w reprezentacji | Mecze i gole w reprezentacji | Mecze i gole w reprezentacji | Mecze i gole w reprezentacji | Mecze i gole w reprezentacji |
| #                            | Data                         | Miasto                       | Przeciwnik                   | Gol                          | Wynik                        | Rozgrywki                    |
| ---------------------------- | ---------------------------- | ---------------------------- | ---------------------------- | ---------------------------- | ---------------------------- | ---------------------------- |
| 1.                           | 26.10.1930                   | Budapeszt                    | Węgry                        |                              | 1:1                          | towarzyski                   |
| 2.                           | 13.06.1931                   | Praga                        | Szwajcaria                   |                              | 7:3                          | Puchar Europy Środkowej      |
| 3.                           | 02.08.1931                   | Belgrad                      | Jugosławia                   |                              | 1:2                          | towarzyski                   |
| 4.                           | 20.09.1931                   | Budapeszt                    | Węgry                        |                              | 0:3                          | towarzyski                   |
| 5.                           | 15.11.1931                   | Rzym                         | Włochy                       |                              | 2:2                          | Puchar Europy Środkowej      |
| 6.                           | 20.03.1932                   | Praga                        | Węgry                        |                              | 1:3                          | towarzyski                   |
| 7.                           | 14.10.1934                   | Genewa                       | Szwajcaria                   |                              | 2:2                          | Puchar Europy Środkowej      |
| 8.                           | 14.04.1935                   | Praga                        | Austria                      |                              | 0:0                          | Puchar Europy Środkowej      |
| 9.                           | 26.05.1935                   | Drezno                       | Niemcy                       |                              | 1:2                          | towarzyski                   |
| 10.                          | 22.09.1935                   | Budapeszt                    | Węgry                        |                              | 0:1                          | Puchar Europy Środkowej      |
| 11.                          | 27.10.1935                   | Praga                        | Włochy                       |                              | 2:1                          | Puchar Europy Środkowej      |
| 12.                          | 09.02.1936                   | Paryż                        | Francja                      |                              | 3:0                          | towarzyski                   |
| 13.                          | 22.03.1936                   | Wiedeń                       | Austria                      |                              | 1:1                          | Puchar Europy Środkowej      |
| 14.                          | 26.04.1936                   | Praga                        | Hiszpania                    |                              | 1:0                          | towarzyski                   |

## Kariera trenerska
Srbek od 1948 pracował w Sparcie Praga. Zdobył wraz z zespołem mistrzostwo Czechosłowacji w 1952. Rok później zakończył pracę z drużyną Železná Sparta.
Ponownie z ekipą Sparty pracował w latach 1957–1958, jednak bez większych sukcesów.

## Sukcesy

### Zawodnik
Czechosłowacja
- Mistrzostwa Świata 1934: 2. miejsce

Sparta Praga
- Mistrzostwo Czechosłowacji (2): 1931/1932, 1935/1936
- Puchar Mitropa (1): 1935

### Trener
Sparta Praga
- Mistrzostwo Czechosłowacji (1): 1952